# Первісна борозна (ритуал)

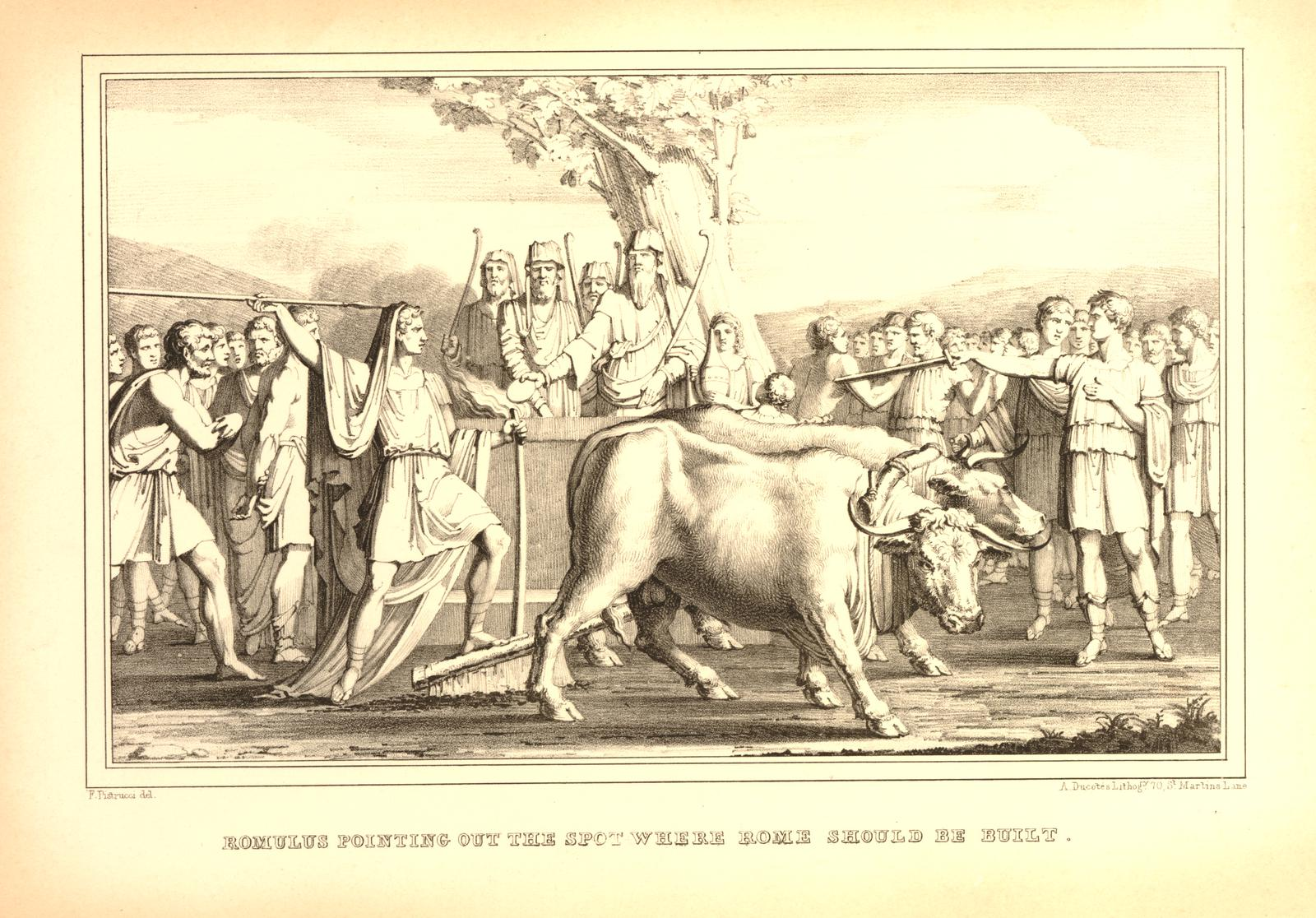
Ромул прокладає первісну борозну навколо майбутнього Рима, використовуючи плуг із бронзовим лемішем. Літографія ХІХ ст.

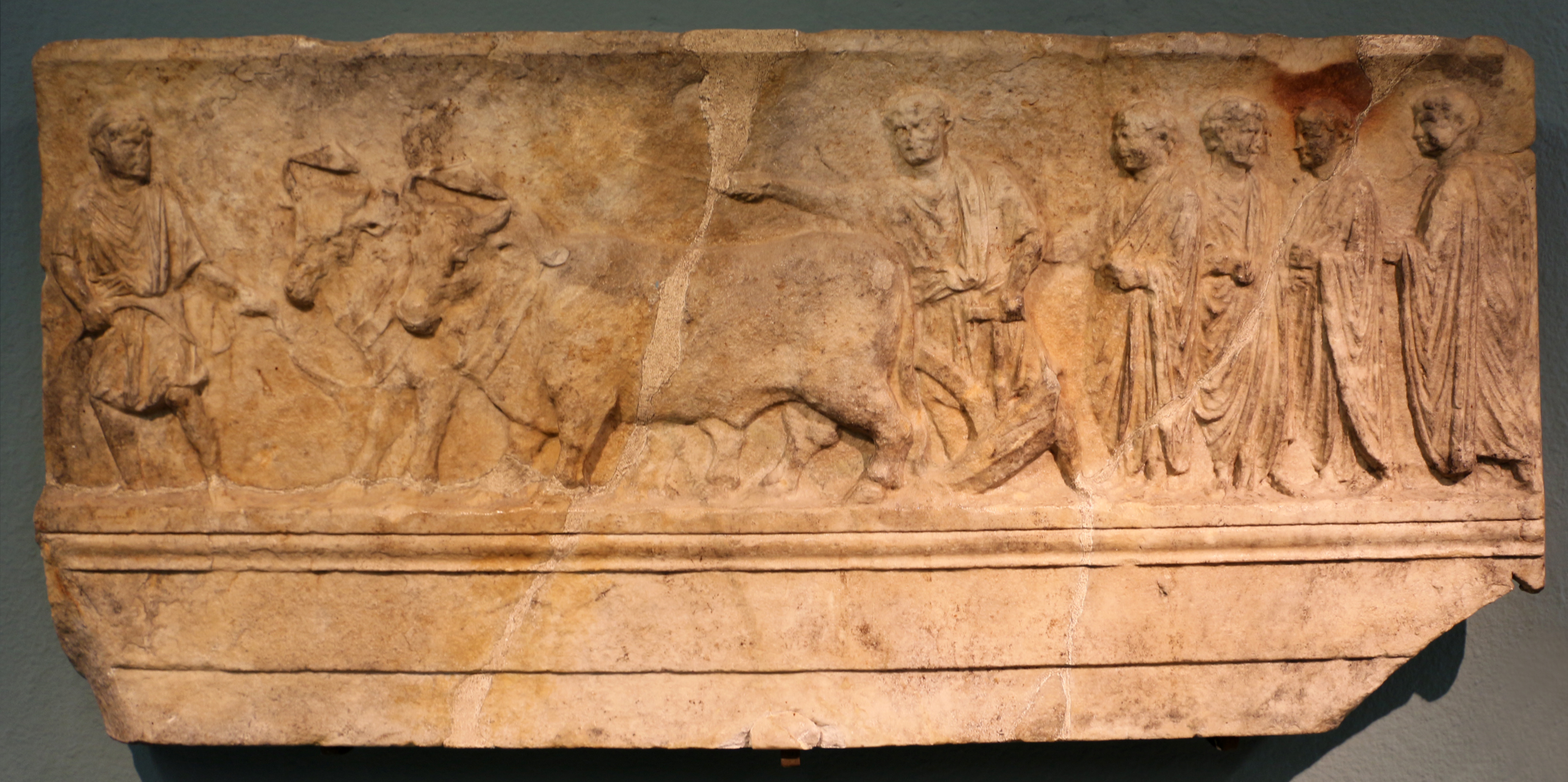
Проведення первісної борозни навколо майбутньої Аквілеї 181 року до н. е. Зображення середини І ст.

Первісна борозна (лат. sulcus primigenius, «початкова борозна») — найперша борозна, яку проорювали під час давньоримського ритуалу заснування нового міста. Обряд має етруське походження.

## Ритуал

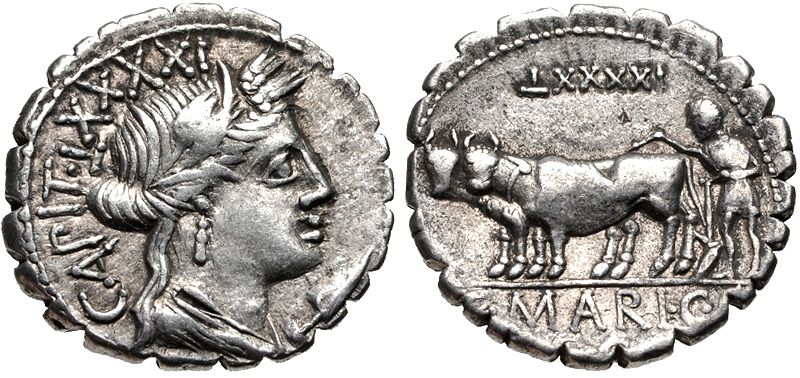
Денарій Гая Марія Капітона, 81 р. до н.е. На реверсі — орач з упряжкою волів

Опис ритуалу залишили давньоримський письменник ІІ століття Гігін Молодший та інші.
За легендою, ритуал започаткував Ромул, коли він проорав первісну борозну навколо майбутнього Рима.
Ритуальний акт заснування складався з двох важливих процедур: окреслення території за допомогою первісної борозни (sulcus primigenius) і розподілу ділянок землі легатом (sortitio). 
Першу частину ритуалу проводили жерці. Вони запрягали пару білої худоби — бика і корову — і по колу проти сонця плугом проорювали борозну, яка зовні мала рівчак, а зсередини — гребінь. Це символізувало перший мур навколо закладеного міста. Борозна переростала у рів, а гребінь — у мури. У місцях, де планувалося поставити брами, плуг піднімали і борозну переривали.
Первісна борозна відрізняється від померію. Померій, імовірно, був священною межею і він завжди неперервний, а первісна борозна переривалася. Сам процес заснування міст латиною називався urvare. Сюди належить слово *urbare, від якого походять urbs (місто) й урбанізація.
Під час другої частини під орудою легата відбувалося жеребкування, унаслідок якого між поселенцями розподіляли ділянки землі.

## Нумізматика

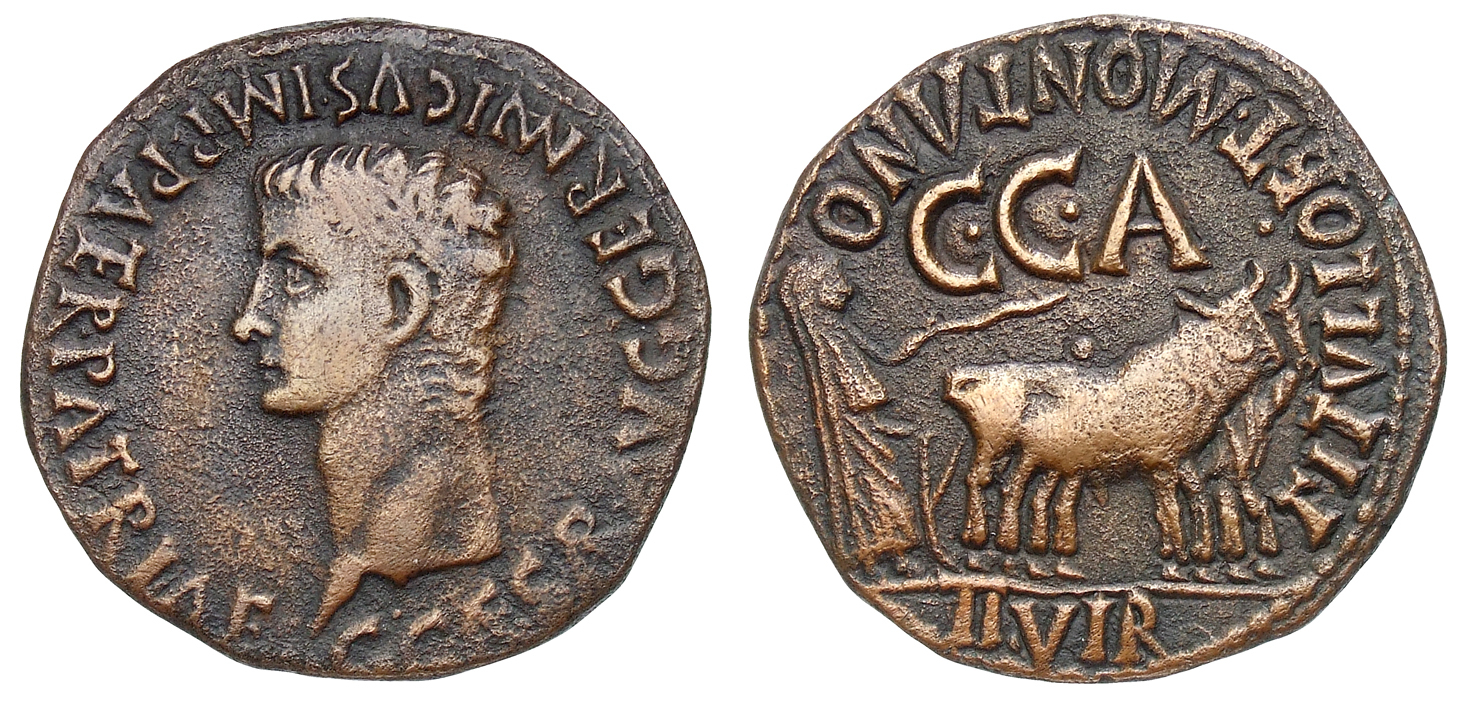
Монета Калігули на честь заснування Цезаравгуста

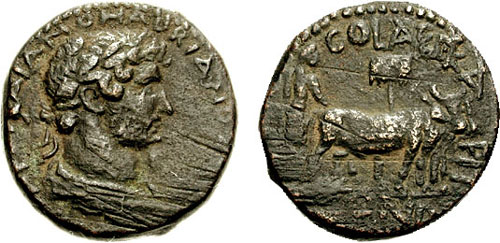
Монета Адріана на честь заснування Елії Капітоліни

Ритуал орання первісної борозни відображений на кількох римських і провінційних монетах: 
- срібний денарій монетного тріумвіра Гая Марія Капітона, на реверсі якого сцена з оранкою, 81 рік до н.е.[5];
- срібна монета імператора Октавіана Августа зі сценою заснування Нікополя, Епір, 30 — 29 роки до н.е.;
- бронзова монета імператора Октавіана Августа зі сценою заснування Колонії Юлія, Кілікія, близько 31 року до н.е.;
- бронзова монета Октавіана Августа зі сценою заснування міста Філіппи, Македонія, 27 рік до н.е. — 14 рік н.е.[6];
- бронзова монета імператора Калігули на честь заснування міста Цезаравгуста, Тарраконська Іспанія, 37 — 41 роки н.е.;
- бронзова монета імператора Адріана на честь заснування Елії Капітоліни;
- бронзова монета імператора Антоніна Пія, Комама[en], Пісідія, 138 — 161 роки;
- бронзова монета Геліогабала, Петра, 218 — 222 роки[7].